# Yan Hui (uczeń Konfucjusza)

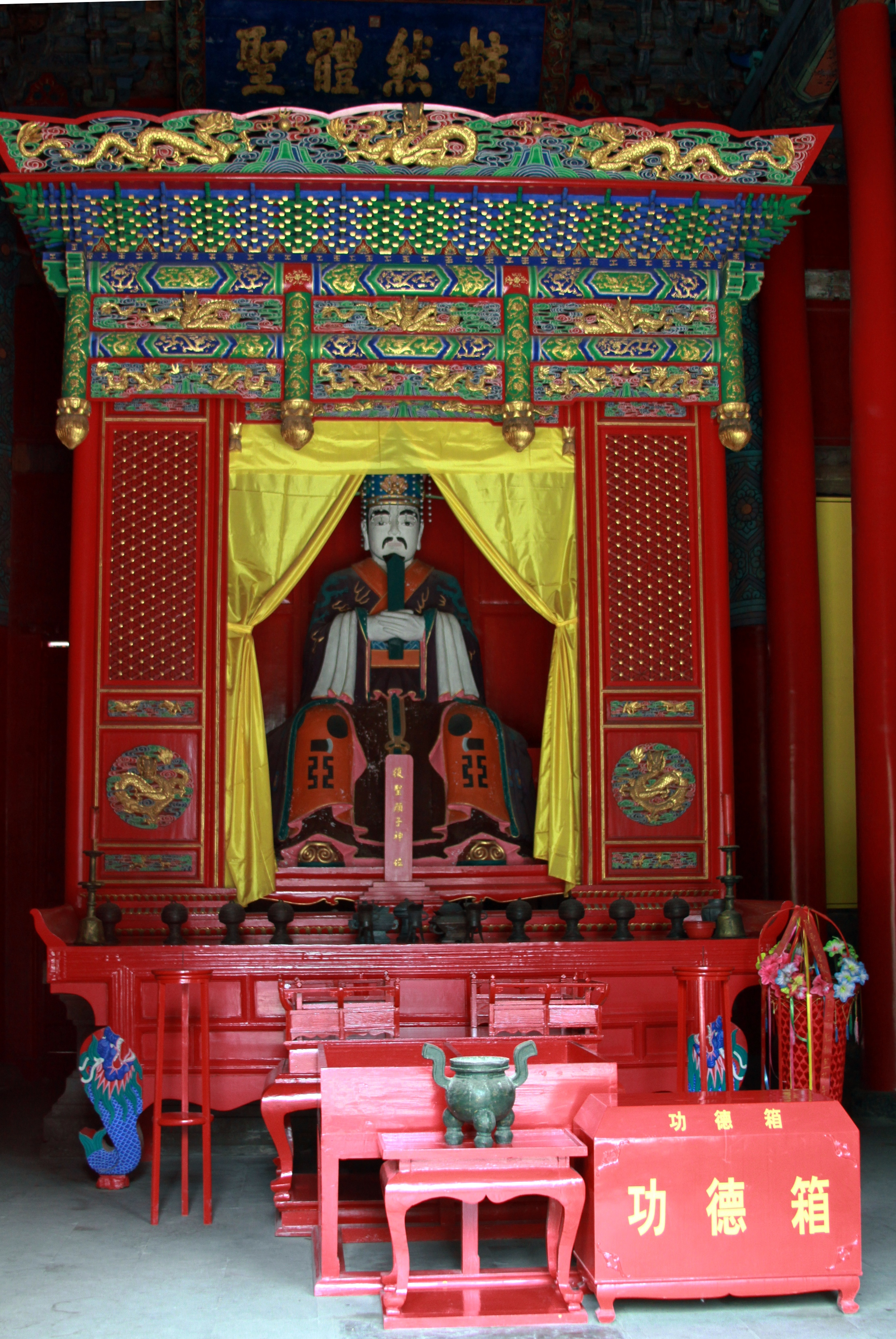
Statua Yan Huia w poświęconej mu świątyni w Qufu

Yan Hui (chiń. upr. 颜回; chiń. trad. 顏回; pinyin Yán Huí; Wade-Giles Yen Hui), znany też jako Yan Yuan (chiń. upr. 颜渊; chiń. trad. 顏淵; pinyin Yán Yuān; Wade-Giles Yen Yüan); ur. 511 p.n.e., zm. 480 p.n.e. (lub 521-490) – wczesny uczony konfucjański.
Był ulubionym i najbardziej uzdolnionym uczniem Konfucjusza, według Zhuangzi dzięki zrozumieniu istoty dao osiągnął tak wielką mądrość, że sam mistrz uznał go za mędrszego od siebie. Był dalekim krewnym swego nauczyciela i był blisko z nim związany - ich relacja przypominała tę między ojcem a synem. Jego śmierć była wielkim ciosem dla Konfucjusza, który bardzo rozpaczał (aczkolwiek nie omieszkał napomnieć uczniów, że nadmiernie wystawny pogrzeb, jaki chcieli urządzić, jest niezgodny z obyczajami junzi, ludzi szlachetnych, których Yan Hui był ucieleśnieniem). W Dialogach konfucjańskich znajdują się liczne pochwały jego przymiotów, jak również informacja że wiódł skromne i ubogie życie. Do postaci Yan Huia często nawiązywali późniejsi taoiści, czyniąc zeń doskonałego mędrca i pustelnika, który porzucając wszelkie sprawy doczesne osiągnął idealną harmonię ze wszechświatem.  Mimo ubóstwa zawsze potrafił zachować postawę godną człowieka szlachetnego. Doskonałość jego cnót uznali również neokonfucjaniści, uważając Yana za drugiego po Konfucjuszu. W szczególności uważany jest za uosobienie ren (humanitaryzmu); sam podkreślał, że bardzo ceni sobie dobro innych, i nie chce podnosić własnych zasług, ponieważ jest to niewłaściwe i może poskutkować zrobieniem komuś krzywdy. 
Zaliczany do Czterech Towarzyszy, składano mu ofiary wspólnie z mistrzem. Według znacznie późniejszego przekazu był jedną z trzech osób (obok Konfucjusza i Laozi) wysłanych przez Buddę na Wschód.